# Arafo

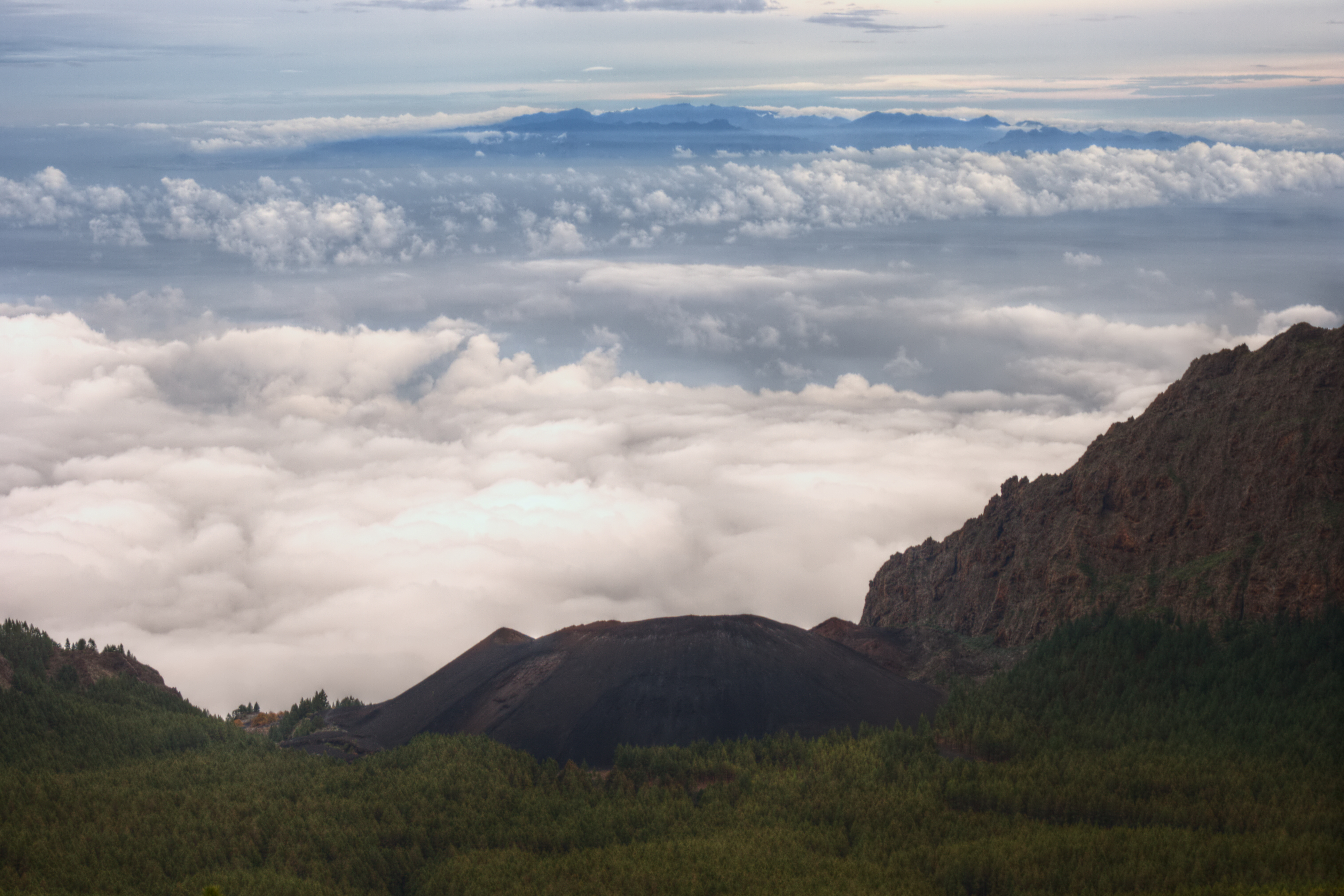
Volcá d'Arafo

Arafo és un municipi de l'illa de Tenerife, a les illes Canàries. Aquest petit municipi ha rebut en diverses vegades diferents premis i esments per la neteja i la cura del seu entorn.
El volcà d'Arafo, que va entrar en erupció per última vegada en l'any 1705, domina un paisatge solcat pel barranc de Añavingo, que té una gran riquesa en flora canària. En la Cuesta del Estanque es troba el conjunt etnogràfic de Los Lavaderos, lloc públic amb pedres de rentar i molí, declarats Monument Històric Artístic el 1984.